# لوران سانت-مارتن
لوران سانت-مارتن هو سياسي فرنسي، ولد في 22 يونيو 1985 في تولوز في فرنسا. نشط حزبياً في الجمهورية إلى الأمام!. وقد انتخب نائب فرنسي عن دائرة Val-de-Marne's 3rd constituency ‏ وقد انضم خلال فترته النيابية ‏ (21 يونيو 2017 – ) للكتلة البرلمانية تكتل الجمهورية على الدرب ‏.